# Confine tra Albania e Grecia
Il confine tra Albania e Grecia è la linea di demarcazione tra questi due paesi e segna anche uno dei confini dell'Unione europea. 

## Storia
Il confine tra l'Albania e la Grecia è stato stabilito dalle grandi potenze europee con il Protocollo di Firenze nelle guerre balcaniche. Fu subito contestato da un movimento nazionalista della minoranza greca nell'Epiro settentrionale o Albania meridionale. Il confine fu confermato, con una leggera modifica a favore dell'Albania, durante la "Conferenza degli ambasciatori" che seguì il trattato di Rapallo del 1920. Durante la seconda guerra mondiale la Grecia tentò di annettere militarmente l'Epiro settentrionale dopo che l'esercito italiano fu estromesso dall'area, ma proprio come nel 1916 il tentativo non ebbe successo e l'Albania mantenne l'Epiro settentrionale.

## Geografia
La linea di confine terrestre è lunga circa 247 km. Parte dalla costa del Mar Ionio per risalire verso nord-est attraverso i monti Grammos verso il Lago Prespa dove si congiunge al confine tra la Grecia e la Macedonia del Nord in un punto chiamato Triethnes ("tre nazioni").

## Valichi di frontiera

### Punti di attraversamento stradale
A causa del carattere montuoso e della storia recente dell'Albania, ci sono pochi punti di attraversamento stradale che attraversano il confine.
I principali attraversamenti terrestri tra la Grecia e l'Albania sono:
- Kakavia (Grecia) che rappresenta il principale punto di passaggio
- Krystallopigi (Grecia) vicino al Lago Prespa, di fronte a Bilisht (Albania)
- Sagiada (Grecia) di fronte Konispol (Albania)

### Punti di attraversamento ferroviario
Tra i due paesi è in progetto la realizzazione di una linea ferroviaria da Florina-Krystallopigi (Grecia) a Pogradec (Albania) con una lunghezza totale di circa 130 km.